# TC Electronic
TC Electronic es una compañía danesa de equipos de audio que diseña e importa efectos de guitarra, amplificación de bajos, interfaces de audio de computadora, software de complemento de audio, ecualizadores de sonido en vivo, equipos de estudio y posproducción, procesadores de efectos de estudio y procesadores y medidores de volumen de transmisión. 

## Historia de la Compañía
TC Electronic fue fundada por dos hermanos músicos, Kim y John Rishøj. Su SCF, ("Stereo Chorus + Pitch Modulator & Flanger") fue un producto temprano exitoso. Después del éxito inicial con pedales de efectos de guitarra, desarrollaron procesadores montados en rack de 19", incluido el delay TC2290 lanzado en 1985. 
TC Electronic formó el actual TC Group en 2002 después de adquirir TGI plc. TGI consistió en Tannoy, GLL Goodman, Lab. Gruppen y Martin Audio. Martin Audio se vendió rápidamente después de la fusión y el cierre de Goodman Loudspeakers. TC Works (desarrollo de software), con sede en Alemania, fue parte del grupo TC, pero se reintegró a TC Electronic en 2005. 
El actual TC Group es una sociedad de cinco empresas de marcas individuales que consta de Tannoy (altavoces y monitores de estudio), Lab. Gruppen (amplificadores), TC Electronic, TC-Helicon ( armonizadores y procesadores vocales) y TC | Applied Technologies (desarrollo de semiconductores de audio digital) y las empresas de ventas TC Group | International, TC Group | Américas, TC Group | Japón, TC Group | China y TC Group | Oriente Medio. 
TC Electronic también codesarrolla productos con Dynaudio Acoustics (monitores de estudio) y su división de ventas europea TC Group | International distribuye Blue Microphones fuera de los EE. UU. 
La empresa fue comprada por Music Group (Behringer) en agosto de 2015.

## Productos

### System 6000
System 6000 es un sistema de masterización de audio construido alrededor del Mainframe 6000. Alberga componentes electrónicos basados en DSP para procesamiento y proporciona entradas y salidas de audio. El Mainframe 6000 se conecta a través de Ethernet a la CPU remota 6000 y al controlador de hardware TC ICON, o a una computadora que ejecuta el software de emulación TC ICON. 
El System 6000 viene en dos versiones: Reverb 6000 y Mastering 6000. Los dos difieren en los algoritmos de procesamiento incluidos. 
Reverb 6000 viene con efectos de reverberación y retardo para propósitos estéreo y multicanal, mientras que Mastering 6000 viene con algoritmos adecuados para masterización de audio estéreo y multicanal e incluye herramientas de cambio de tono. Hay varios algoritmos opcionales disponibles por separado. La serie System 6000 se actualizó a MK2 en 2010. 

### Finalizer
El Finalizer es una herramienta de masterización de audio disponible en dos versiones: Finalizer 96K y Finalizer Express. Ambos tienen un compresor, un limitador, un ecualizador y un maximizador de ganancia. El Finalizer Express es una versión menos funcional del Finalizer 96K que no realiza procesamiento de 96kHz. 

### Productos de guitarra

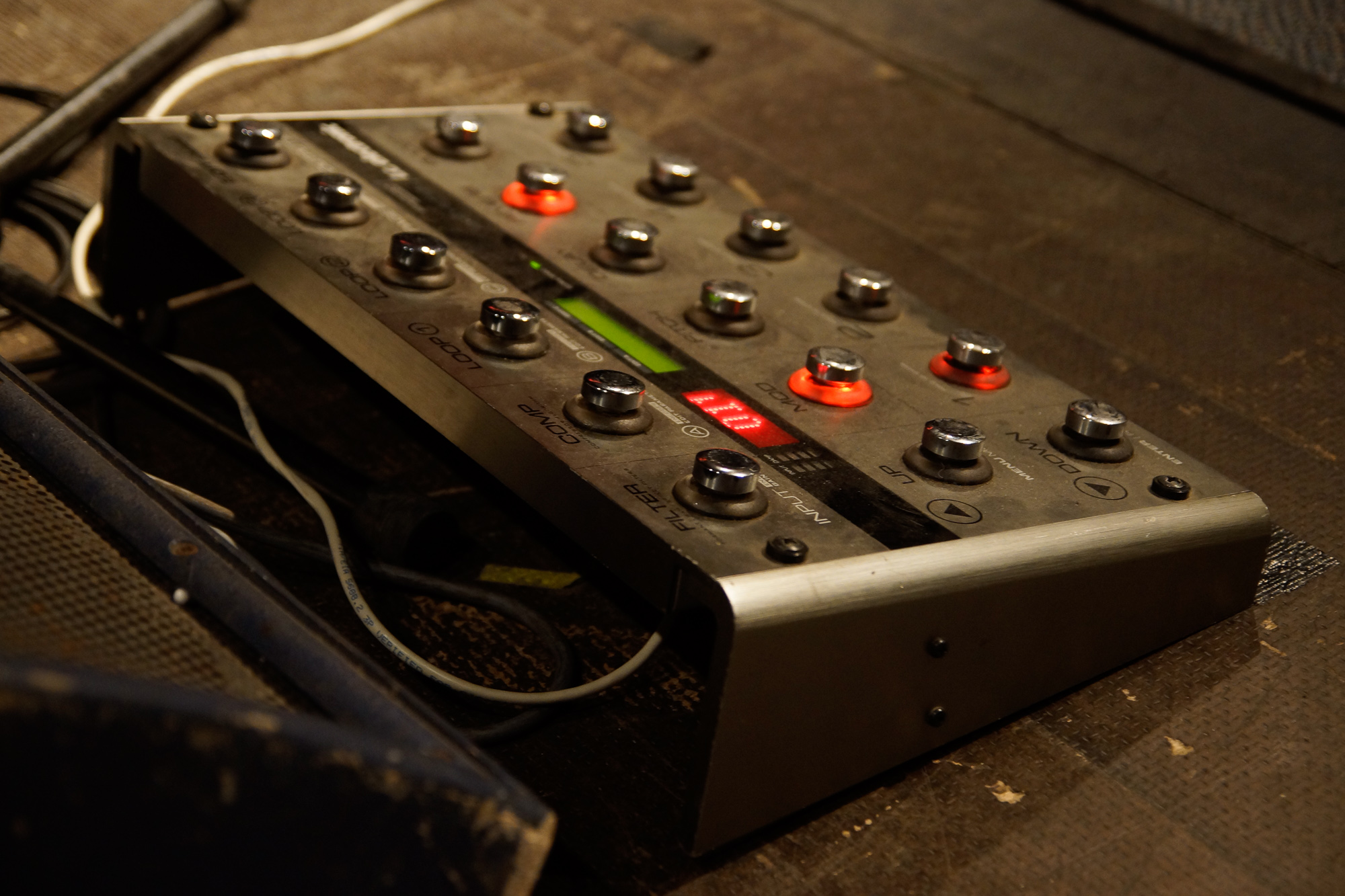
Sistema TC Electronic G.

Debido a que la compañía comenzó con efectos de guitarra, la línea actual de productos TC Electronic sigue siendo un aspecto importante del negocio de la compañía. Hay varias categorías de productos: 
- Nova: incluye una línea de pedales (Delay, Reverb, Modulator, Drive) y el procesador Nova System Multi Effects.
- Serie G: incluye el System G de gama alta (procesador de piso y unidad de conmutación), el procesador acústico dedicado G Natural y los procesadores de rack G Major 2 y G-Force.
- Sintonizadores: PolyTune (introducido en 2010) es el primer afinador de guitarra polifónico del mundo.
- Pedales compactos: incluye el SCF (Stereo Chorus Flanger) original, Ditto mini, HOF mini, VPD1, MojoMojo Overdrive y Dark Matter Distortion.
- Pedales TonePrint: lanzados en el programa NAMM'10, estos pedales digitales tienen la capacidad de tener TonePrints (preajustes personalizados de guitarristas y bajistas famosos) descargados gratis desde el sitio web de TC agregados y cargados al pedal a través de. una toma mini-USB. Incluye el Salón de la Fama y Flashback II

### Productos de amplificación de bajo
En 2009, TC Electronic lanzó un amplificador de bajos de clase D, RH450 (originalmente llamado RebelHead 450, pero este nombre se canceló más tarde) junto con el interruptor de pie RC 4 complementario. Además de esto, TC Electronic desarrolló una gama de cajas de altavoces para RH450 y otros amplificadores de bajo: RS112 (altavoces de 1 x 12") RS210 (altavoces de 2 x 10"), RS212 (altavoces de 2 x 12") y RS410 (altavoces de 4 x 10"). 
Además, poco después de presentar el RH450 en NAMM'09, TC Electronic inició un programa piloto, seleccionando a 24 bajistas en todo el mundo para probar el amplificador en conciertos y ensayos. 

### PowerCore
PowerCore es una serie de hardware y software de computadora, algo similar en concepto a la tarjeta DSP en Pro Tools de Digidesign. En la base hay una unidad PowerCore que ejecuta complementos PowerCore VST o AU. TC Electronic descontinuó la línea PowerCore a principios de 2011.

### Equipo de estudio
TC Electronic produce ecualizadores, preamplificadores de micrófono, compresores, maximizadores de nivel y unidades multiefectos (como FireworX). 

#### FireworX
FireworX es un procesador multiefectos. Los productores y DJ, como Sasha, utilizan Fireworx junto con reproductores de CD para actuaciones en directo. Fireworx ganó la mejor tecnología de procesamiento de señales de hardware en los premios TEC de 1998. 
La unidad en sí incorpora efectos como distorsión, compresión, generadores de ruido y curvas, modulación de anillo, codificación de voz, ecualizadores paramétricos, trémolo, reverberación y retardo . Los efectos pueden enrutarse de diversas formas y es posible modificar diferentes parámetros. 

### Productos de megafonía, instalación y radiodifusión
TC Electronic también produce ecualizadores para uso en vivo, maximizadores de ganancia, controladores de sonoridad y varios productos que reducen las variaciones de sonoridad durante la transmisión . TC Electronic también ha sido socio en el desarrollo de trabajos de normalización de sonoridad con organismos de normalización internacionales como la UIT, ATSC y EBU. 

### Software
TC Electronic desarrolla una gama de complementos para su sistema PowerCore. Todos están en los formatos VST o AU, pero no pueden ejecutarse sin el hardware PowerCore. Algunos de estos complementos se incluyen con todos los sistemas PowerCore, excepto PowerCore Unplugged. 
Los complementos incluyen ecualizadores, complementos de eliminación de ruido, reverberaciones, emuladores de bancos de filtros analógicos, compresores y efectos psicoacústicos. 
TC Electronic también crea plug-ins para la versión HD del software Pro Tools y Soundscape de Digidesign . Estos complementos también están disponibles en una versión de PowerCore (algunos de ellos se han portado desde el System 6000 ). Incluyen armonizadores vocales, complementos de masterización, reverberaciones y compresores. 

#### Editor de audio Spark
TC Electronic también desarrolló un editor de audio digital de dos pistas, que incluía herramientas de masterización y diferentes efectos.